# Трипура (народ)
Трипу́ра (типпе́ра) — один из коренных народов Бангладеш и штата Трипура (Индия). Общая численность — около 950 тыс. человек.

## Этническая история и политическая организация
Народ трипура предположительно относится к тибето-бирманской этнической группе и ведёт своё происхождение с верхних течений Янцзы и Хуанхэ. Предки трипура покинули Китай задолго до воцарения династии Суй. Ко времени миграции они являлись анимистами, и это делает возможным предположение, что переселение произошло до 65 году н. э., то есть до проникновения буддизма в Китай. Потоками переселенцев с северо-востока предки трипура постепенно заселяли территории нынешнего штата Трипура, повсеместно распространяя своё влияние. Укрепившись на этой земле, трипура создали собственное государство, пережившее расцвет в начале XVI века. Более двух тысячелетий, вплоть до присоединения к Индийскому Союзу в 1949 году, княжеством Трипура управляла местная династия Деббарма. В 1960-х годах народ вёл активную борьбу за признание автономии, которая имела итогом создание в 1972 году штата Трипура.

## Язык
Говорят на различных диалектах языка кокборок (один из двух официальных языков штата Трипура) подгруппы бодо центральной группы сино-тибетской семьи. По последним оценкам, число его носителей составляет 1 млн человек, которые проживают также в индийских штатах Ассам и Мизорам, в Бангладеш. Письменность основана на бенгальской графике.

## Быт и культура
Богатое культурное наследие племён трипура находит отражение в народных танцах, музыке, празднествах. Язык и традиции этого народа в высокой степени самобытны и отличны от диалектов и обычаев соседних племён.

### Поселения
Деревни трипура расположены по склонам холмов, вдоль берегов рек. Насчитывают от пяти до пятидесяти семей. Дома строятся на сваях в целях защиты от проникновения диких животных, основной строительный материал — бамбук.

### Занятия
Разводят птицу, мелкий домашний скот, буйволов в качестве тягловой силы. Основное занятие — пашенное орошаемое и подсечно-огневое земледелие.

### Пища
Традиционные блюда трипура значительно отличаются от пищи соседей. Трипура не придерживаются вегетарианства, основу их рациона составляют мясные блюда из свинины, баранины, телятины, курицы, рыбы, черепах, креветок, крабов, лягушек.

### Одежда
Мужчины носят белую или чёрную куртку, лунги и белый тюрбан, женщины оборачивают вокруг груди кусок ткани, надевают юбку из хлопковой или шёлковой ткани, покрывают плечи.

### Социальная организация
Практически полностью нарушены родовые отношения. Действует патрилинейный счёт родства, наследование осуществляется по принципу майората. Брачные поселения патрилокальные, в качестве калыма распространена двугодичная отработка за невесту.